# Horodîșce, Berezne
Horodîșce (în ucraineană Городище) este localitatea de reședință a comunei Horodîșce din raionul Berezne, regiunea Rivne, Ucraina.

## Demografie
Componența lingvistică a localității Horodîșce
     Ucraineană (99,52%)
     Alte limbi (0,46%)
Conform recensământului din 2001, majoritatea populației localității Horodîșce era vorbitoare de ucraineană (99,52%), existând în minoritate și vorbitori de alte limbi.